# برج‌های کبوتر اژیه
مجموعه برجهای کبوتر اژیه مربوط به دوره قاجار است و در شهرستان اصفهان، بخش جلگه، شهر اژیه، مزارع ساحل زاینده رود واقع شده و این اثر در تاریخ ۲۸ اسفند ۱۳۸۵ با شمارهٔ ثبت ۱۸۷۶۰ به‌عنوان یکی از آثار ملی ایران به ثبت رسیده است.